# George Stovall
George Thomas Stovall, surnommé « Firebrand », né le 23 novembre 1877 à Leeds (Missouri) et décédé le 5 novembre 1951 à Burlington (Iowa), est un joueur et un manager de baseball qui évolue en Ligues majeures de 1904 à 1913.

## Carrière
Il débute en Ligue américaine sous le couleurs des Cleveland Blues en 1904. Il devient l'un des joueurs important de la franchise de Cleveland rebaptisée Naps et est nommé joueur-manager en 1911. Stovall est très populaire auprès des joueurs et des fans malgré ses actions parfois violente ; Il casse ainsi une chaise sur la tête de Nap Lajoie. Il initie une grève spontanée le jour du match d'ouverture de la saison 1911 afin que les joueurs puissent assister aux obsèques d'Addie Joss à Toledo. 
À l'issue de cette saison conclue par une encourageante troisième place, il signe chez les St. Louis Browns, toujours en tant que joueur-manager. En 1913, Stovall est 14e au classement du MVP de l'année de la Ligue américaine mais il est licencié à la suite d'incidents répétés avec ses dirigeants et de nombreux arbitres. 
Stovall achève sa carrière de joueur en Federal League avec les Kansas City Packers où il joue deux saisons : 1914 et 1915. Il est le premier joueur vedette de ligues majeures a rejoindre la nouvelle ligue. Particulièrement actif pour recruter des joueurs au profit de la Federal League, The Sporting News le surnomme « The Jesse James of the Loop ». Il met un terme à sa carrière de joueur à 38 ans après avoir disputé 129 des 153 matches au calendrier des Packers en 1915.
Il devient ensuite manager en ligues mineures à Toledo en American Association (1916) puis Vernon en Pacific Coast League (1917). Après la Première Guerre mondiale pendant laquelle il travaille dans un chantier naval, Stovall retrouve un poste de manager en ligues mineures à Jacksonville en Florida State League (1922). Stovall s'installe en Californie au début des années 1930 où il dirige plusieurs formations semi-professionnelles et les universitaires de Loyola à Los Angeles. 
Recruteur pour les Pittsburgh Pirates de 1935 à 1940, il travaille à nouveau dans un chantier naval pendant la Seconde Guerre mondiale avant de prendre sa retraite en 1946.